# Liste des porte-avions de l'United States Navy
 (avril 2010).
Si vous disposez d'ouvrages ou d'articles de référence ou si vous connaissez des sites web de qualité traitant du thème abordé ici, merci de compléter l'article en donnant les références utiles à sa vérifiabilité et en les liant à la section « Notes et références ».
 (juin 2014).
Cet article fournit diverses informations sur les porte-avions de l'United States Navy.

« Imaginez l'Empire State Building de New York, couché sur le côté, traversant l'océan à 30 nœuds, avec une grosse vague d'étrave blanche précédant sa tour radio. Cela vous donnera une petite idée de ce que représente un porte-avions de 100 000 tonnes de la marine américaine. »

— Patrick Robinson, Nimitz Class

## Petit historique

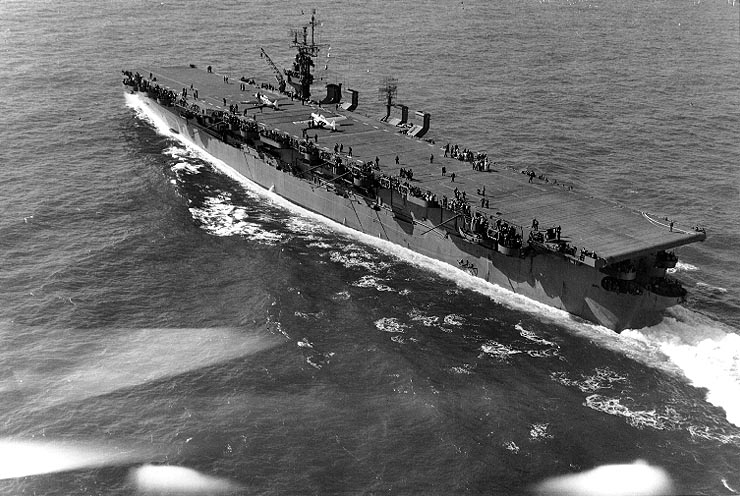
Le porte-avions léger CVL-27 Langley, futur La Fayette français, le 6 octobre 1943 avec deux SNJ Texan sur le pont.

Depuis les années 1970, seule la marine américaine (l’United States Navy), dispose d’une flotte importante de porte-avions. Les onze unités actuellement en service permettent ainsi aux États-Unis d’assurer leur suprématie sur toutes les mers et océans du globe. Ils peuvent en effet déployer partout dans le monde deux à trois porte-avions en permanence, permettant aux Carrier Air Wing de son aéronautique navale d'intervenir rapidement sur n'importe quel objectif.
Lorsqu'ils sont déployés en opérations, les porte-avions ne naviguent jamais seuls : ils sont toujours escortés d'une force navale composée d’une dizaine de bâtiments divers (croiseurs Aegis, destroyers, frégates, sous-marins et bâtiments de ravitaillement logistique) assurant la défense et le soutien du groupe et du porte-avions. Cet ensemble de navires constitue le groupe de combat aéronaval (GAN, en anglais CVBG (Carrier heaVy Battle Group), capable d’intervenir rapidement dans n’importe quel point chaud du monde.
À chaque crise majeure ont été déployés des GANs. L’arrivée sur zone d’un porte-avions et de son groupe permet en général d'impressionner ou de dissuader le perturbateur actuel ou potentiel. Depuis Franklin D. Roosevelt, tous les présidents américains ont au moins une fois durant leur mandat posé la question rituelle : « Où sont les porte-avions ? ». 
Et pourtant les États-Unis n’ont pas toujours été favorables aux porte-avions et n'en disposaient jusqu’au début de la Seconde Guerre mondiale que de huit unités. L’attaque japonaise contre Pearl Harbor le 7 décembre 1941 démontra l’importance stratégique de ce navire que le complexe militaro-industriel des États-Unis se mit à produire en grand nombre. Pas moins de vingt-six unités d'escadre (CV, CVB et CVL) et de près de trois fois autant de petits porte-avions d'escorte (CVE) furent achevés durant la durée du conflit, dont certains, basés sur la technique de la construction en série des « Liberty Ships », étaient assemblés en quelques semaines seulement. Les pertes humaines à bord des porte-avions américains durant ce conflit (hors celles des avions perdus en vol) ont été de 4 636 morts et 4 068 blessés.

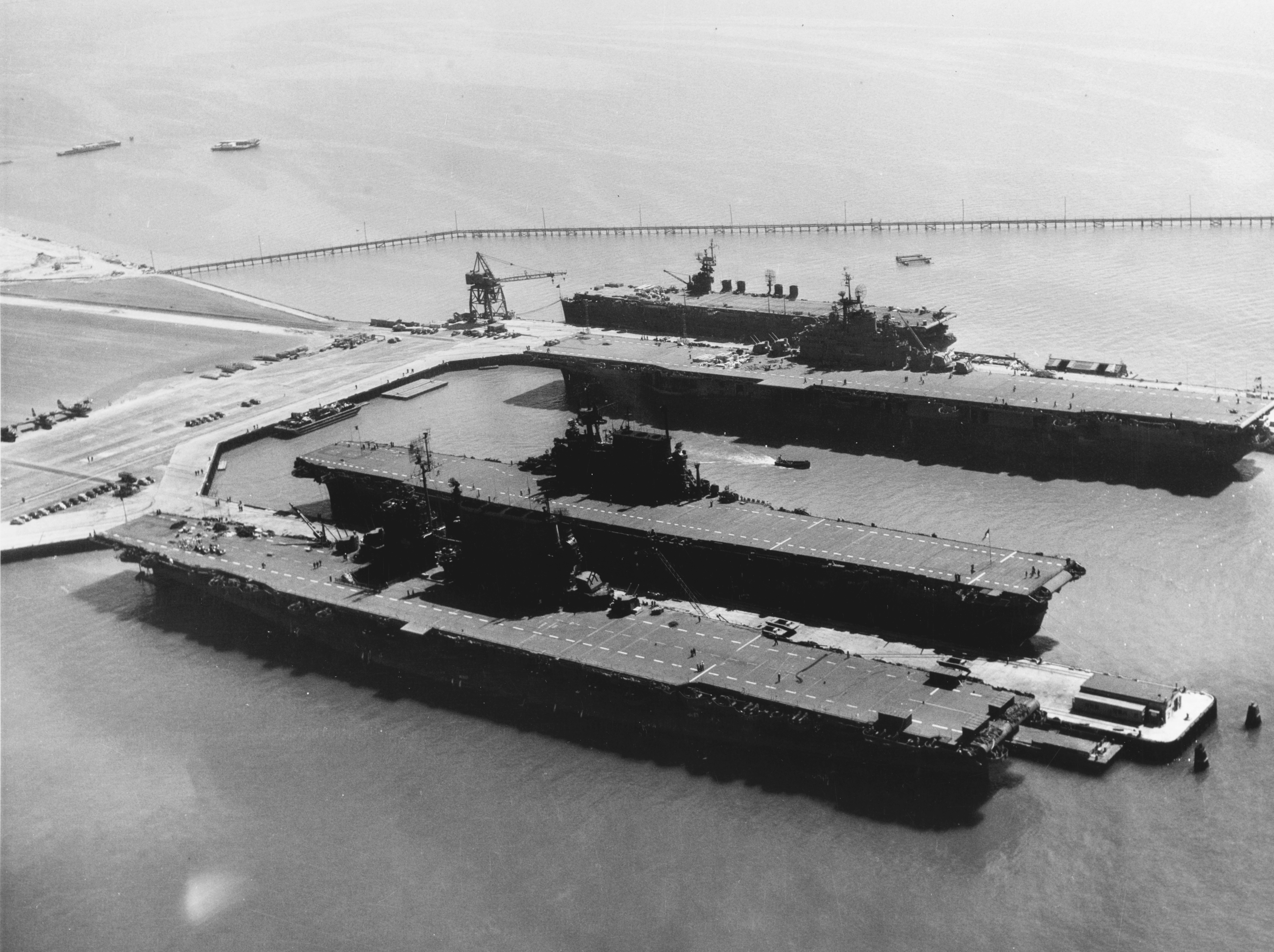
Les porte-avions USS Saratoga (CV-3), USS Enterprise (CV-6), USS Hornet (CV-12) et USS San Jacinto (CVL-30) dans la base aéronavale d'Alameda, après la fin de la guerre (mi-septembre 1945)

Deux autres guerres démontrèrent le côté indispensable des porte-avions : la guerre de Corée et la guerre du Viêt Nam. L’impossibilité de disposer de terrains d’aviation adéquats imposa aux chasseurs-bombardiers et aux hélicoptères américains d'utiliser des bâtiments positionnés au large des côtes coréennes puis vietnamiennes, leur permettant ainsi d’effectuer leurs raids aériens en territoire hostile, sans pour autant exposer cette « pseudo-base aérienne » au feu de l’ennemi. Dans ce but, certains CVE furent convertis en porte-hélicoptères (CVHE).
Après le retrait des troupes américaines du Viêt Nam, le maintien en service actif de tels porte-avions ne se justifiait plus, et la plupart d'entre eux ont été mis hors service dans les années 1970. Certains d’entre eux ont été placés en situation de NISMF - Naval Inactive Ship Maintenance Facility (Navire inactif avec entretien naval maintenu) pouvant, en cas de besoin, être rapidement remis en service actif.
La fin de la Guerre froide, à la suite de l’effondrement de l’URSS, réduisit drastiquement le budget américain de la défense, mais n’influa pas significativement sur le nombre de bâtiments maintenus en service. Actuellement, la situation budgétaire due à la guerre contre le terrorisme, à la guerre d'Afghanistan et à la guerre d'Iraq a fait faire fondre les effectifs de la flotte à seulement 10 unités opérationnelles en 2013.
Le Fleet Response Plan impose depuis mai 2003 qu'au moins 6 groupes aéronavals sur les 12 alors disponibles soient prêts à appareiller à tout moment en l'espace de 30 jours maximum, et que deux autres soient prêts à appareiller sous un délais de 90 jours. Auparavant, les groupes aéronavals appareillaient à intervalles réguliers, et chaque déploiement avait une durée fixée de six mois (le déploiement des forces était donc entièrement prévisible). Si cette organisation était efficace durant la Guerre froide, elle n'est aujourd'hui plus d'actualité.

## Lesdésignations OTAN
Un porte-avions se voit attribuer le sigle de CV (bien antérieure à l'OTAN, puisque datant du système de nomenclature de l'US Navy de 1920) signifiant 
Carrier HeaVier, jeu de mot phonétique pour Heavy (ou Heavier than Air), dans lequel seule la syllabe “vy” (ou “vi”) est retenue, et prononcée à l’américaine “Vee” (ou [viː]), puis symbolisée par sa lettre initiale “V”. Un CV est donc un "porteur de plus lourd que l'air".
Le sigle peut être accompagné d’une lettre supplémentaire précisant la catégorie à laquelle il appartient.
- CV : porte-avions
- CVA : porte-avions d’attaque
- CVB : grand ("Broad") porte-avions (devenu CVA en 1952)
- CVE : porte-avions d’escorte (1)[pas clair]
- CVH/CVHE : porte-hélicoptères
- CVU : transports d'avions ou de matériel d'aviation
- CVL : porte-avions léger
- CVS : porte-avions anti-sous-marins (ASM)
- CVN : porte-avions à propulsion nucléaire
- CVX : porte-avions nouvelle génération
- AKV : transports d'aviation (anciens CVE)
- (B)AVG / (B)ACV : porte-avions auxiliaires livrés à la Royal Navy, prototypes du concept de PA d'escorte
- CVT/AVT : porte-avions d'entraînement (Training Carrier) ou transports d'aviation
- CVU :  porte-avions utilitaire
- IX : bâtiments divers, hors classification (porte-avions école, par ex.)

## Liste des porte-avions de l’US Navy
| Code   | Nom                         | Classe             | Mis en service | Hors service | Destin / Remarques |  |
| ------ | --------------------------- | ------------------ | -------------- | ------------ | --- |  |
| CV-1   | Langley                     | Langley            | 20.03.1922     | 26.02.1942   | Coulé au large de Cilacap (Java)                                                                                                   |  |
| CV-2   | Lexington                   | Lexington          | 14.12.1927     | 08.05.1942   | Coulé durant la bataille de la mer de Corail                                                                                       |  |
| CV-3   | Saratoga                    | Lexington          | 16.11.1927     | 15.08.1946   | Utilisé comme cible lors d'un essai nucléaire à l'atoll des Bikini (Opération Crossroads)                                          |  |
| CV-4   | Ranger                      | Ranger             | 04.06.1934     | 18.10.1946   | Démantelé en 1947 à Chester |  |
| CV-5   | Yorktown                    | Yorktown           | 30.09.1937     | 07.06.1942   | Coulé durant la bataille de Midway                                                                                                 |  |
| CV-6   | Enterprise                  | Yorktown           | 12.05.1938     | 17.02.1947   | Démantelé en 1960 à Kearny |  |
| CV-7   | Wasp                        | Wasp               | 25.04.1940     | 15.09.1942   | Coulé à l'Ile de San Cristobal |  |
| CV-8   | Hornet                      | Yorktown           | 20.10.1941     | 26.10.1942   | Coulé durant la Bataille des îles Santa Cruz                                                                                       |  |
| CV-9   | Essex                       | Essex              | 31.12.1942     | 30.06.1969   | Démantelé en 1975 à Kearny |  |
| CV-10  | Yorktown                    | Essex              | 15.04.1943     | 27.06.1970   | Musée à Charleston, Caroline du Sud                                                                                                |  |
| CV-11  | Intrepid                    | Essex              | 16.08.1943     | 15.03.1974   | Musée à New York City |  |
| CV-12  | Hornet                      | Essex              | 29.11.1943     | 26.05.1970   | Musée à Alameda, Californie |  |
| CV-13  | Franklin                    | Essex              | 31.01.1944     | 17.02.1947   | Mis en réserve jusqu'en 1964, démantelé en 1966 à Chesapeake                                                                       |  |
| CV-14  | Ticonderoga                 | Essex              | 08.05.1944     | 01.09.1973   | Démantelé en 1975 à Tacoma |  |
| CV-15  | Randolph                    | Essex              | 09.10.1944     | 13.02.1969   | Démantelé en 1975 à Kearny |  |
| CV-16  | Lexington                   | Essex              | 17.02.1943     | 08.11.1991   | Musée à Corpus Christi, Texas |  |
| CV-17  | Bunker Hill                 | Essex              | 25.05.1943     | 09.07.1947   | Mis en réserve jusqu'en 1966, démantelé en 1973 à Tacoma, Washington                                                               |  |
| CV-18  | Wasp                        | Essex              | 24.11.1943     | 01.07.1972   | Démantelé en 1973 à Kearny |  |
| CV-19  | Hancock                     | Essex              | 15.04.1944     | 01.07.1972   | Démantelé en 1976 |  |
| CV-20  | Bennington                  | Essex              | 06.08.1944     | 15.01.1970   | Mis en réserve jusqu'en 1989, démantelé en 1994                                                                                    |  |
| CV-21  | Boxer                       | Essex              | 16.04.1945     | 01.12.1969   | Démantelé en 1971 à Kearny |  |
| CVL-22 | Independence                | Independence       | 14.01.1943     | 28.08.1946   | Utilisé comme cible lors d'un essai nucléaire à l'atoll des Bikini (Opération Crossroads), puis en 1951 au large des Îles Farallon |  |
| CVL-23 | Princeton                   | Independence       | 25.02.1943     | 24.10.1944   | Coulé durant la Bataille du golfe de Leyte                                                                                         |  |
| CVL-24 | Belleau Wood                | Independence       | 31.03.1943     | 13.01.1947   | Prêté à la France et rebaptisé Bois Belleau de 1953 à 1960, démantelé en 1960                                                      |  |
| CVL-25 | Cowpens                     | Independence       | 28.05.1943     | 13.01.1947   | Mis en réserve jusqu'en 1959, démantelé en 1960                                                                                    |  |
| CVL-26 | Monterey                    | Independence       | 17.06.1943     | 16.01.1956   | Démantelé en 1971 |  |
| CVL-27 | Langley                     | Independence       | 31.08.1943     | 11.02.1947   | Cédé à la France et rebaptisé La Fayette, démantelé en 1964                                                                        |  |
| CVL-28 | Cabot                       | Independence       | 24.07.1943     | 21.01.1955   | Cédé à l'Espagne et rebaptisé Dedalo, démantelé en 2002 à Brownsville                                                              |  |
| CVL-29 | Bataan                      | Independence       | 17.11.1943     | 09.04.1954   | Démantelé en 1961 |  |
| CVL-30 | San Jacinto                 | Independence       | 15.12.1943     | 01.03.1947   | Initialement Reprisal jusqu'en 1944, mis en réserve jusqu'en 1970, démantelé en 1972                                               |  |
| CV-31  | Bon Homme Richard           | Essex              | 26.11.1944     | 02.07.1971   | Démantelé en 1992 à San Pedro |  |
| CV-32  | Leyte                       | Essex              | 11.04.1946     | 15.05.1959   | Démantelé en 1970 à Chesapeake |  |
| CV-33  | Kearsarge                   | Essex              | 02.05.1946     | 15.01.1970   | Démantelé en 1974 |  |
| CV-34  | Oriskany                    | Essex              | 25.09.1950     | 20.09.1979   | Victime d'un grave incendie en 1966, coulé au large de la Floride (récif artificiel) le 17 mai 2006                                |  |
| CV-35  | Reprisal                    | Essex              |                |              | Annulé le 11 août 1945 |  |
| CV-36  | Antietam                    | Essex              | 28.01.1945     | 08.05.1963   | Modifié avec le premier pont oblique en 1952, démantelé en 1974                                                                    |  |
| CV-37  | Princeton                   | Essex              | 18.11.1945     | 30.01.1970   | Initialement Valley Forge, jusqu'en 1944, démantelé en 1971                                                                        |  |
| CV-38  | Shangri-La                  | Essex              | 15.09.1944     | 30.07.1971   | Mis en réserve jusqu'en 1982, démantelé en 1998 à Taïwan                                                                           |  |
| CV-39  | Lake Champlain              | Essex              | 03.06.1945     | 02.05.1966   | Démantelé en 1972 |  |
| CV-40  | Tarawa                      | Essex              | 08.12.1945     | 13.05.1960   | Démantelé en 1968 à Baltimore |  |
| CVB-41 | Midway                      | Midway             | 10.09.1945     | 11.04.1992   | Musée maritime de San Diego |  |
| CVB-42 | Franklin D. Roosevelt       | Midway             | 27.10.1945     | 01.10.1977   | Démantelé en 1978 à Kearny |  |
| CVB-43 | Coral Sea                   | Midway             | 01.10.1947     | 26.04.1990   | Démantelé en 1993 à Baltimore |  |
| CVB-44 | N/A                         | Midway             | -              | -            | Annulé |  |
| CV-45  | Valley Forge                | Essex              | 03.11.1946     | 15.01.1970   | Démantelé en 1971 |  |
| CV-46  | Iwo Jima                    | Essex              | -              | -            | Commande annulée le 11 août 1945, coque démantelée en 1946                                                                         |  |
| CV-47  | Philippine Sea              | Essex              | 11.05.1946     | 28.12.1958   | Mis en réserve jusqu'en 1969, démantelé en 1971                                                                                    |  |
| CVL-48 | Saipan                      | Saipan             | 14.07.1946     | 03.10.1957   | Converti en 1964 en navire de commandement Arlington (AGMR-2). Retiré du service le 17.01.1970, démantelé en 1976                  |  |
| CVL-49 | Wright                      | Saipan             | 09.02.1947     | 11.05.1963   | Démantelé en 1980 |  |
| CV-50  | N/A                         | Essex              |                |              | Annulé |  |
| CV-51  | N/A                         | Essex              |                |              | Annulé |  |
| CV-52  | N/A                         | Essex              |                |              | Annulé |  |
| CV-53  | N/A                         | Essex              |                |              | Annulé |  |
| CV-54  | N/A                         | Essex              |                |              | Annulé |  |
| CV-55  | N/A                         | Essex              |                |              | Annulé |  |
| CVB-56 | N/A                         | Midway             |                |              | Annulé |  |
| CVB-57 | N/A                         | Midway             |                |              | Annulé |  |
| CVA-58 | United States               | United States      |                |              | Commande annulée pendant la construction en 1949, coque démantelée                                                                 |  |
| CVA-59 | Forrestal                   | Forrestal          | 01.10.1955     | 30.09.1993   | Il fut victime d'une grave explosion accidentelle en 1967. Démantelé en 2014 à Brownsville                                         |  |
| CVA-60 | Saratoga                    | Forrestal          | 14.04.1956     | 20.08.1994   | Démantelé en 2014 à Brownsville |  |
| CVA-61 | Ranger                      | Forrestal          | 10.08.1957     | 10.07.1993   | Démantelé en 2015 à Brownsville |  |
| CVA-62 | Independence                | Forrestal          | 10.01.1959     | 30.09.1998   | Démantelé en 2019 à Brownsville |  |
| CVA-63 | Kitty Hawk                  | Kitty Hawk         | 29.04.1961     | 31.01.2009   | En cours de démantèlement à Brownsville                                                                                            |  |
| CVA-64 | Constellation               | Kitty Hawk         | 27.10.1961     | 07.08.2003   | Démantelé en 2017 à Bremerton |  |
| CVN-65 | Enterprise                  | Enterprise         | 25.11.1961     | 03.02.2017   | Démantèlement prévu |  |
| CVA-66 | America                     | Kitty Hawk         | 23.01.1965     | 09.08.1996   | Utilisé comme cible au large du Cap Hatteras le 19 avril 2005                                                                      |  |
| CVA-67 | John F. Kennedy             | Kitty Hawk Modifié | 07.09.1968     | 23.09.2007   | NISMF à Philadelphie, vendu pour démantèlement                                                                                     |  |
| CVN-68 | Nimitz                      | Nimitz             | 03.05.1975     |              | |  |
| CVN-69 | Dwight D. Eisenhower        | Nimitz             | 18.10.1977     |              | |  |
| CVN-70 | Carl Vinson                 | Nimitz             | 13.03.1982     |              | |  |
| CVN-71 | Theodore Roosevelt          | Nimitz             | 25.10.1986     |              | |  |
| CVN-72 | Abraham Lincoln             | Nimitz             | 11.11.1989     |              | |  |
| CVN-73 | George Washington           | Nimitz             | 04.07.1992     |              | |  |
| CVN-74 | John C. Stennis             | Nimitz             | 09.12.1995     |              | |  |
| CVN-75 | Harry S. Truman             | Nimitz             | 25.07.1998     |              | |  |
| CVN-76 | Ronald Reagan               | Nimitz             | 12.07.2003     |              | |  |
| CVN-77 | George H. W. Bush           | Nimitz             | 10.01.2009     |              | |  |
| CVN-78 | USS Gerald R. Ford (CVN-78) | Gerald R. Ford     | 22.07.2017     |              | |  |
| CVN-79 | John F. Kennedy             | Gerald R. Ford     | 2025 (?)       |              | En cours de finition |  |
| CVN-80 | Enterprise                  | Gerald R. Ford     | 2027 (?)       |              | En construction |  |
| CVN-81 | Doris Miller                | Gerald R. Ford     | 2030 (?)       |              | |  |
| CVN-82 |                             | Gerald R. Ford     | 2034 (?)       |              | |  |
| IX-64  | Wolverine                   | Wolverine          | 12.08.1942     | 07.11.1945   | Porte-avions d'eau douce de l'US Navy, démantelé en 1947 à Milwaukee                                                               |  |
| IX-81  | Sable                       | Sable              | 08.05.1943     | 07.11.1945   | Porte-avions d'eau douce de l'US Navy, démantelé en 1948 à Hamilton                                                                |  |

### Attribution de noms
- À la suite du raid sur Tokyo opéré par des B-25 Mitchell ayant décollé de l'USS Hornet (CV-8) sous les ordres du lieutenant-colonel « Jimmy » Doolittle, on demanda au président Roosevelt d'où étaient partis les avions. Pour en préserver le secret stratégique, il rapporta, en se référant au roman de James Hilton Les Horizons perdus (1933), que les bombardiers étaient partis d'une base secrète appelée Shangri-La. Cette base secrète n'a jamais existé, mais le porte-avions CV-38 fut ultérieurement baptisé ainsi en l'honneur de cette déclaration.
- Lorsque plusieurs bâtiments de la classe Essex furent prêts d'être achevés, nombre de porte-avions plus anciens avaient été coulés et d'autres avaient participé à beaucoup de batailles ; aussi jugea-t-on bon de rebaptiser ces nouveaux venus avant leur mise en service.
  - le CV-10 Bonhomme Richard devint le Yorktown en 1942 ;
  - le CV-12 Kearsarge devint le Hornet en 1942 ;
  - le CV-16 Cabot devint le Lexington en 1942 ;
  - le CV-18 Oriskany devint le Wasp en 1942 ;
  - le CV-32 Crown Point devint le Leyte en 1944 ;
  - le CV-37 Valley Forge devint le Princeton en 1946 ;
  - le CV-47 Wright devint le Philippine Sea en 1944 ;
  - les CV-14 Hancock et CV-19 Ticonderoga échangèrent leurs noms en 1944.
- Le nom de Crown Point fut par deux fois décidé — d'abord pour le CVL-27 (Langley) puis pour le CV-32 (Leyte) — mais ne fut finalement jamais attribué.
- Avant qu'il ne devienne San Jacinto (en 1944) le CVL-30 porta pendant un an le nom de Reprisal (en français, « représailles ») ; ce nom fut par la suite attribué au CV-35 Reprisal dont la construction a été abandonnée en août 1945.
- Le CV-3 Saratoga et le CVL-22 Independence ont été rayés des listes de la flotte active plusieurs semaines après avoir été coulés lors d'un essai nucléaire à l'atoll de Bikini (opération Crossroads).

- En principe les commandants de porte-avions sont sélectionnés parmi les officiers de marine pilotes de l'aéronautique navale.

## Les différentes classes de porte-avions
Tout comme pour les navires de surface et les sous-marins, les classes de porte-avions reprennent le nom du premier bâtiment (ou du seul) de la classe.

### Porte-avions lourds (CV et CVB)
La classe Langley

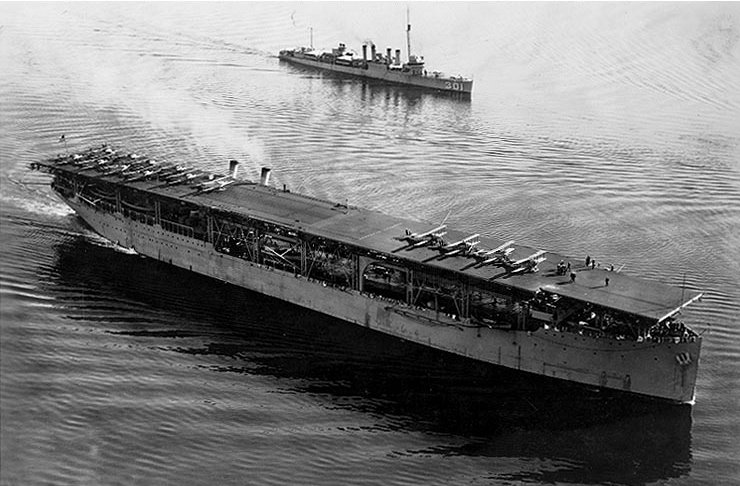
Le Langley CV-1

Un seul représentant. Cette classe comprend le prototype des porte-avions américains, le seul qu'on peut considérer être de la première génération de porte-avions.
Le congrès américain refusant le budget pour des navires neufs, les chantiers de la marine à Norfolk (Virginie) transformèrent en porte-avions l'ancien charbonnier Jupiter (AC-3). Surnom du Langley : « camion couvert » ! La guerre lancée, le Langley, lent et de faible capacité, fut relégué comme simple transporteur d'avions.
- 1 navire mis en service en 1922
- Longueur : 180 mètres hors tout
- Déplacement : 11 500 tonnes à vide
- Vitesse max. : 15 nœuds
- Equipage : 631 hommes
- Capacité : 55 avions

La classe Lexington

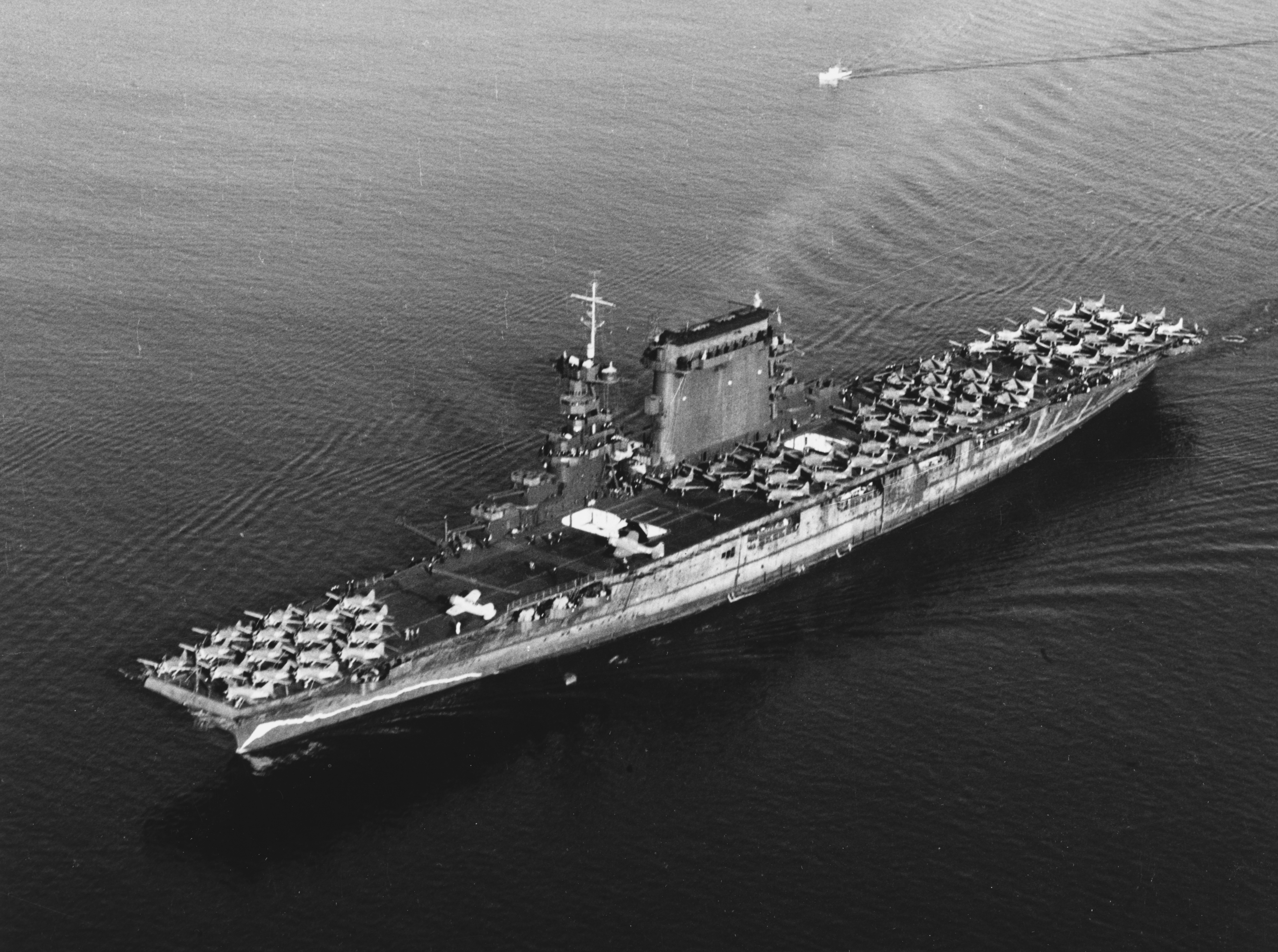
Le Lexington CV-2

Deux navires issus de la conversion de deux croiseurs en construction, dont les noms initiaux (Lexington CC-1 et Saratoga CC-3) ont été gardés. Construits respectivement par Fore River Shipyard à Quincy (Massachusetts) et la New York Shipbuilding Co à Camden (New Jersey), surnommés Lex et Sara.
- 2 navires mis en service en 1927
- Longueur : 270 mètres hors tout
- Déplacement : 36 000 tonnes à vide (48 000 en 1940, puis 50 000 en 1942)
- Vitesse max. : 35 nœuds
- Équipage : 2 122 hommes
- Capacité : 91 avions

La classe Ranger
Ranger, premier porte-avions américain ne découlant pas d'une transformation, fut l'unique représentant de sa classe. Construit par la Newport News Shipbuilding, ce ne fut pas une réussite et ses défauts n'étaient que trop évidents. Les classes Lexington et Ranger font partie de la seconde génération de porte-avions.
- 1 navire mis en service en 1934
- Longueur : 235 mètres hors tout
- Déplacement : 14 500 tonnes à vide
- Vitesse max. : 29 nœuds
- Équipage : 2 148 hommes
- Capacité : 86 avions

La Classe Yorktown

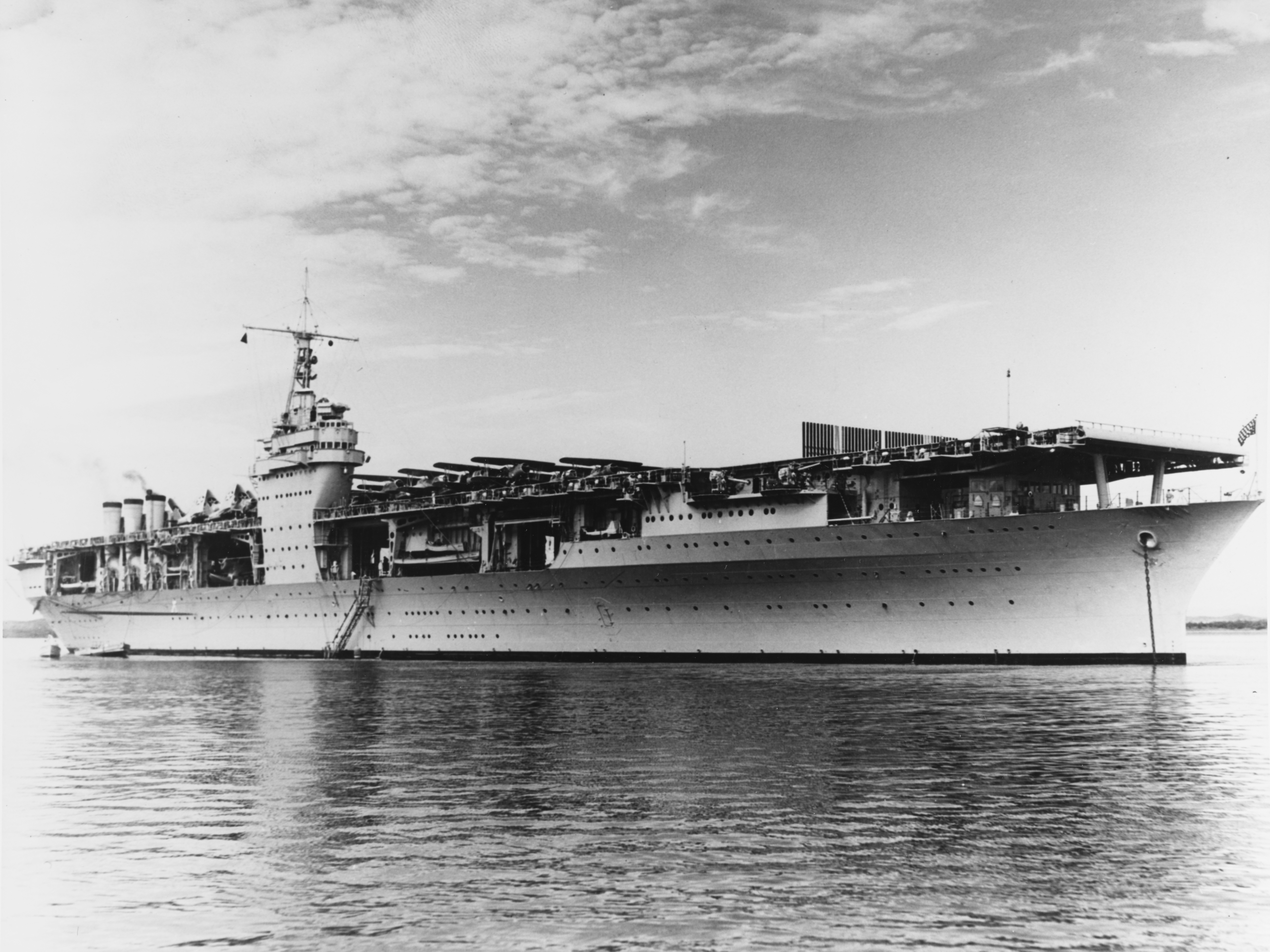
Le Ranger CV-4

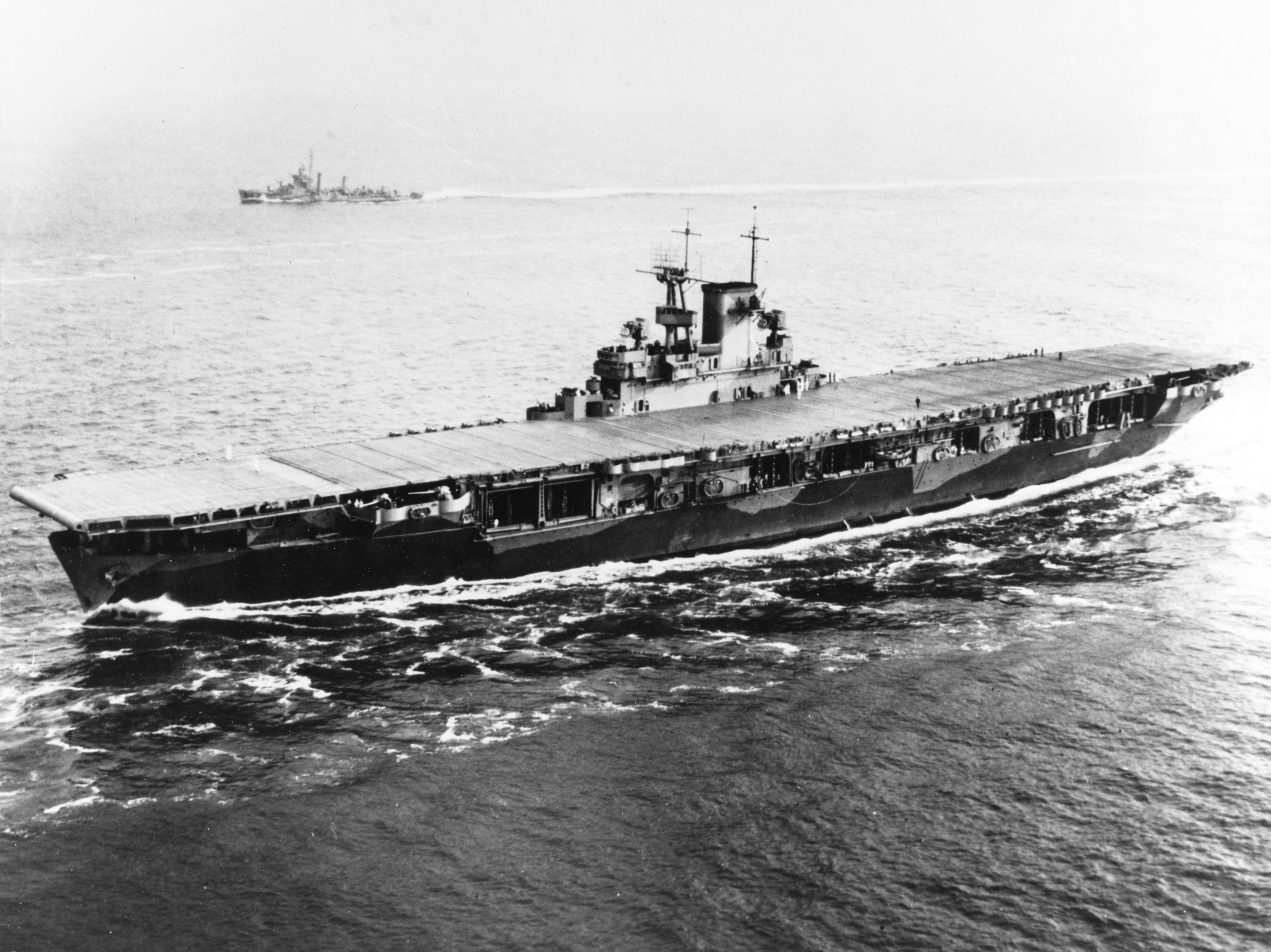
Le Wasp CV-7, classe Yorktown

Commandés avant la guerre, les quatre bâtiments de la classe Yorktown sont déjà des porte-avions de la troisième génération. La conception repose sur une priorité donnée au groupe aérien embarqué, mais le tonnage reste limité conformément au traité de Washington. Cette classe était encore loin d'être parfaite. Elle eut à subir 75 % de pertes durant le second conflit mondial. Trois furent construits par Newport News Shipbuilding, seul le CV-7 Wasp, de dimensions réduites, fut construit par la Bethlehem Steel Corp.
- 4 navires mis en service entre 1937 et 1941
- Longueur : 226-251 mètres hors tout
- Déplacement : 19 800 tonnes à vide (Wasp : 14'700 t.)
- Vitesse max. : 33 nœuds (Wasp : 29 nœuds)
- Équipage : 2 217 hommes (Wasp : 1 800)
- Capacité : 90 avions (78 pour le Wasp)

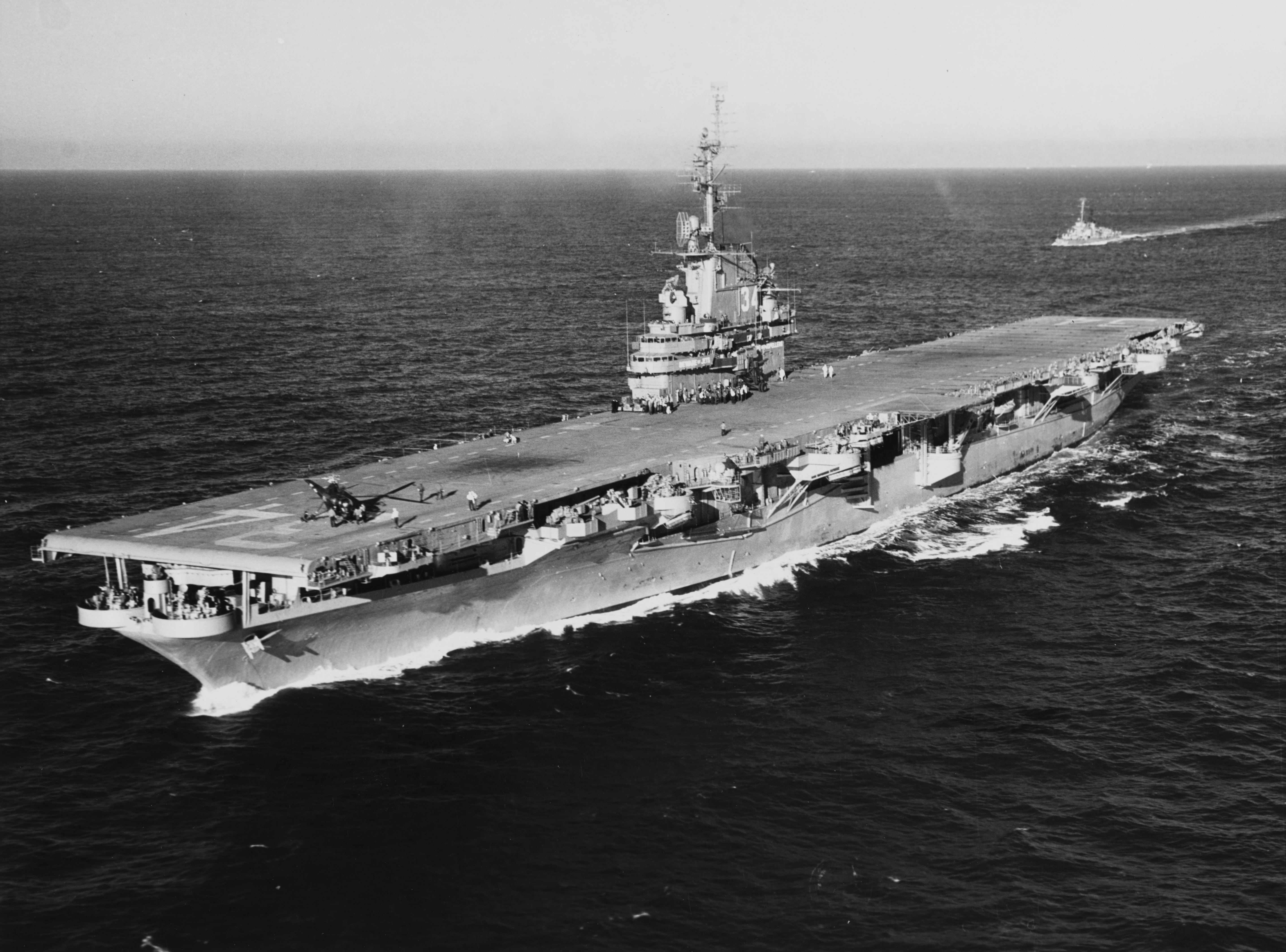
LOriskany CV-34, classe Essex

La Classe Essex et sous-classe Ticonderoga
Assurément la classe la plus réussie de toutes. Aucun porte-avions de la classe Essex n'a été perdu lors d'opérations militaires, mais deux, très endommagés par les Kamikaze en 1945, n'ont pas été remis en service actif, après leur reconstruction. Trois chantiers se sont partagé la réalisation de la série : Newport News Shipbuilding, Bethlehem Steel Corp, et New York Navy Yard. Le CV-35 Reprisal, lancé en 1945 fut démoli inachevé après des essais infructueux. Le CV-46 Iwo Jima, mis en chantier, fut décommandé en août 1945 et démoli. Six autres Essex, CV-50 à 55, furent également décommandés à la fin de la guerre sans avoir été commencés. Dans les années 1960-70, à l'exception du Franklin et du Bunker Hill, trop endommagés par la guerre, les Essex furent modernisés et reçurent un pont oblique, permettant ainsi aux jets d'apponter.
- 24 navires mis en service entre 1942 et 1946
- Longueur : 250-271 mètres hors tout
- Déplacement : 34 880 tonnes à vide
- Vitesse max. : 33 nœuds
- Équipage : 3 240 hommes
- Capacité : 80-100 avions

La classe Midway

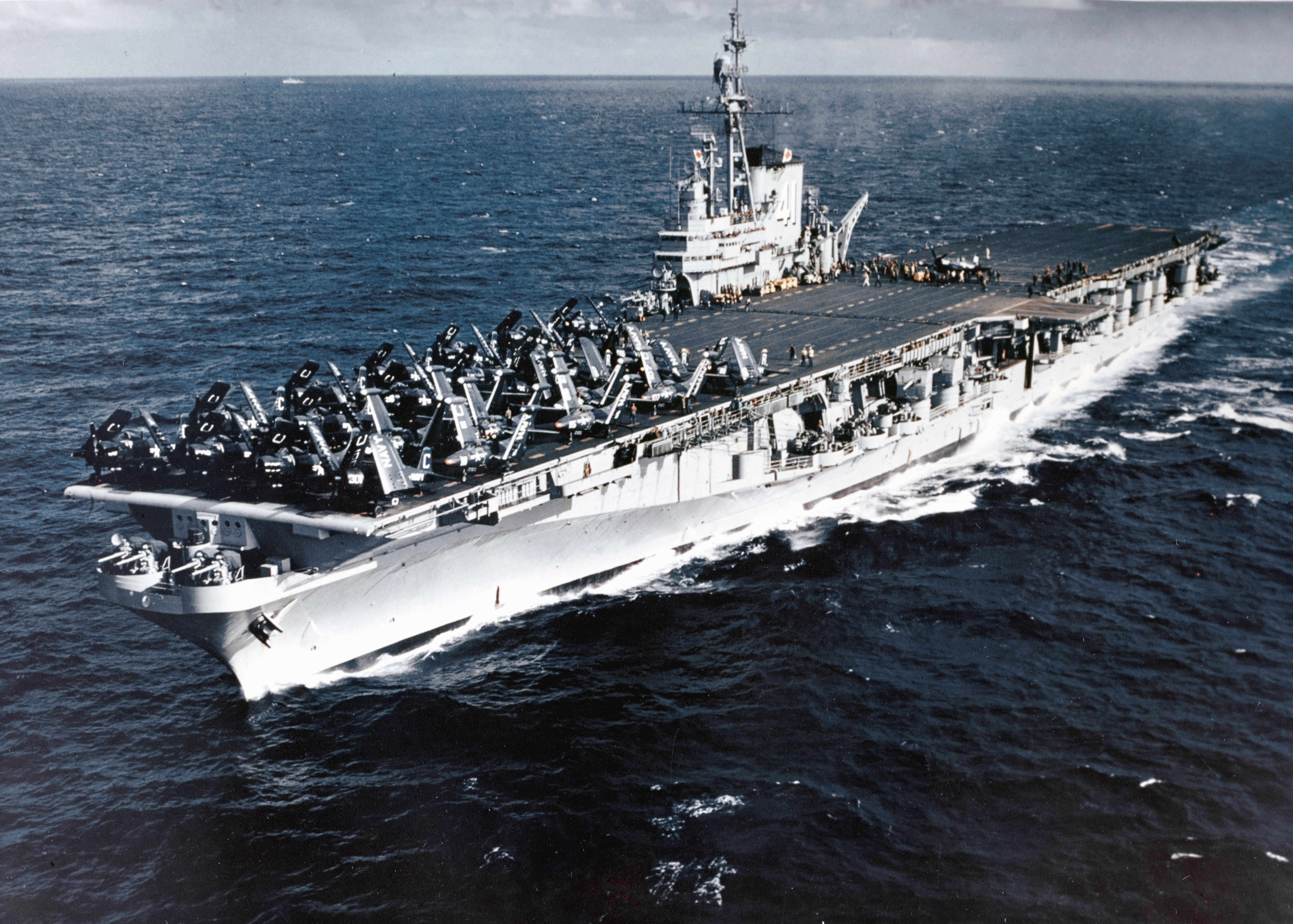
Le Midway CVB-45

Sur les six navires commandés, seuls trois furent achevés à la fin de la guerre, les autres décommandés. Leur pont d'envol était blindé, une remarquable innovation, bien utile (auparavant, ce pont était en bois). Dans les années soixante, deux furent modernisés (CVB-41 et 43) et équipés, notamment, d'un pont oblique. On utilisa pour la première fois la dénomination CVB (porte-avions de bataille). Newport News Shipbuilding en assura la construction, sauf pour le CVB-42 (New York Naval Shipyard).
- 3 navires mis en service entre 1945 et 1947
- Longueur : 295 mètres hors tout (CVB-43 : 306 m après modernisation)
- Déplacement : 45 000 tonnes à vide (65 280-65 900 t après modernisation)
- Vitesse max. : 33 nœuds
- Équipage : 4 773 hommes
- Capacité : jusqu'à 145 avions (65-75 après modernisation)

### Porte-avions légers (CVL)
La classe Independence

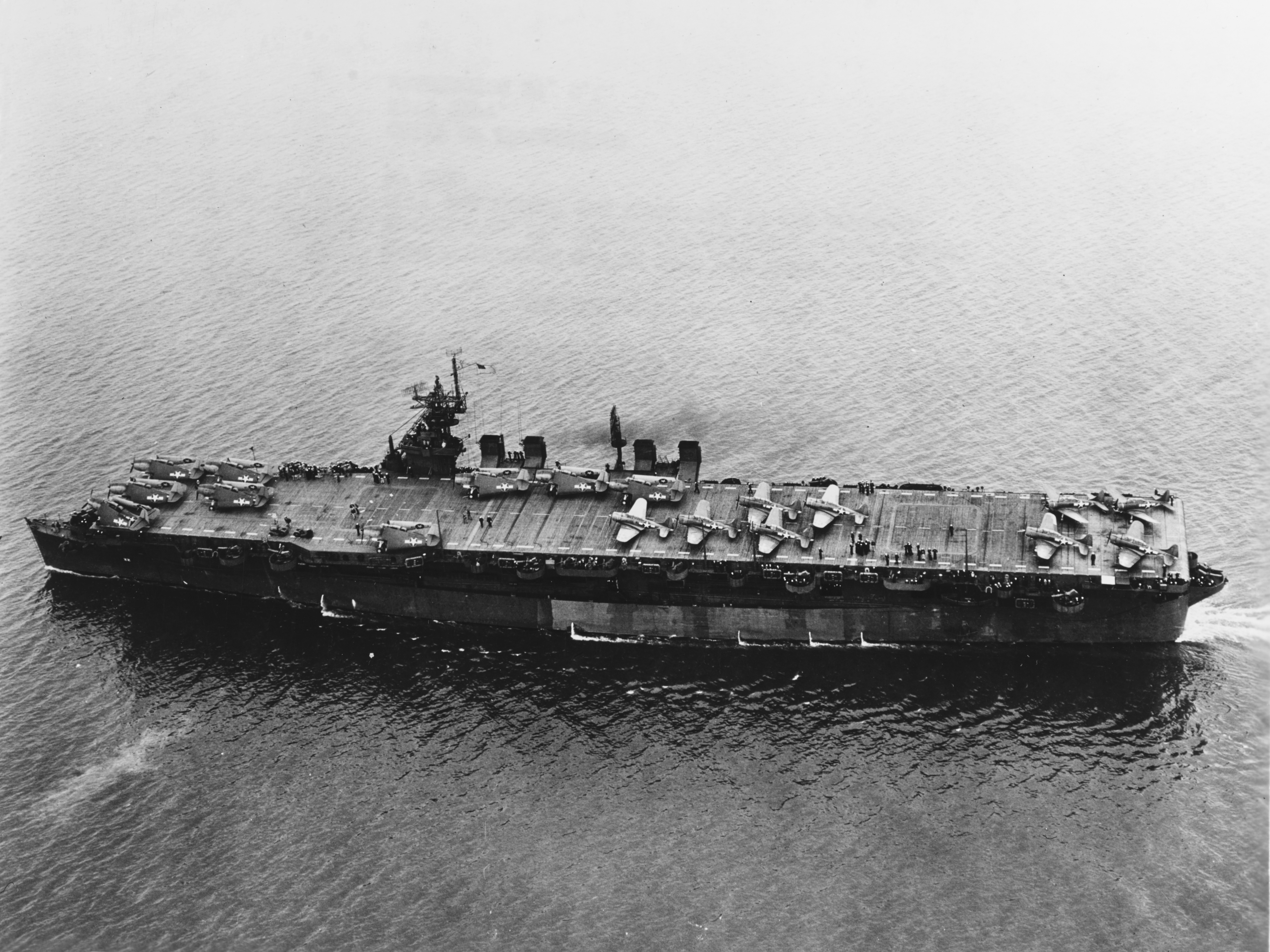
LIndependence CVL-22

À la suite de la transformation par la Newport News Shipbuilding du croiseur léger Amsterdam (CL-59) en porte-avions léger CVL-22 Independence, huit autres croiseurs (Tallahassee, New Hawen, Huntington, Dayton, Fargo, Wilmington, Buffalo et Newark) devinrent les CVL-23 à 30.
- 9 navires mis en service entre 1943 et 1947
- Longueur : 190 mètres hors-tout
- Déplacement : 11 000 tonnes à vide
- Vitesse max. : 32 nœuds
- Équipage : 1 569 hommes
- Capacité : 34 avions

La classe Saipan

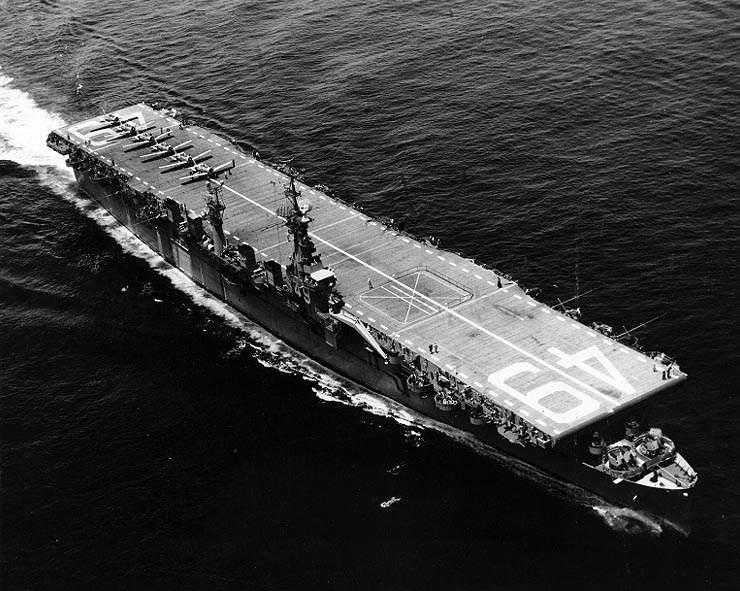
Le, classe Saipan. Transformé en bâtiment de commandement sous le matricule CC-2 entre 1962 et 1970.

En 1943, la marine reçut l'autorisation de construire deux porte-avions légers de plus. La conception générale découlait de la classe Independence, mais coque et machinerie étaient reprises des croiseurs lourds du type Baltimore (CA-68). Le type d'avions pouvant opérer sur la classe Saipan était restreint, et ces navires ne purent être lancés qu'après la fin de la guerre. Construits par New York Shipbuilding Co à Camden.
- 2 navires mis en service en 1946 et 1947
- Longueur : 202 mètres hors tout
- Déplacement : 19 000 tonnes en pleine charge
- Vitesse max. : 33 nœuds
- Équipage : 1 677 hommes
- Capacité : 48 avions

### Porte-avions d'escorte (CVE)

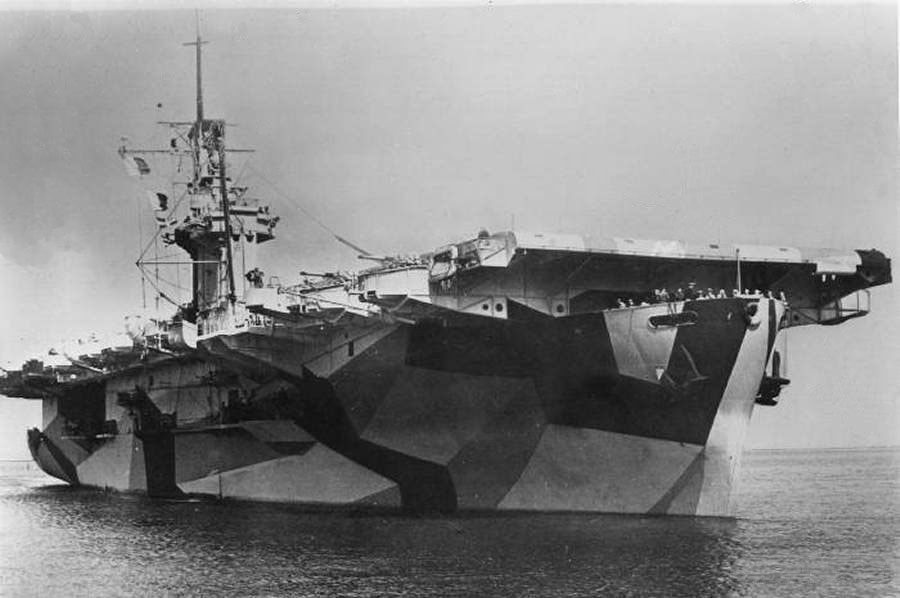
Le USS St. Lo (CVE-63), classe Casablanca

Leur principale mission était d'escorter les convois de ravitailleurs en direction de la Grande-Bretagne; mais ils jouèrent également un rôle dans le « nettoyage » des obstacles que les forces d’invasion ont rencontrés sur les plages du débarquement.

### Super porte-avions (CVA)
La classe United States

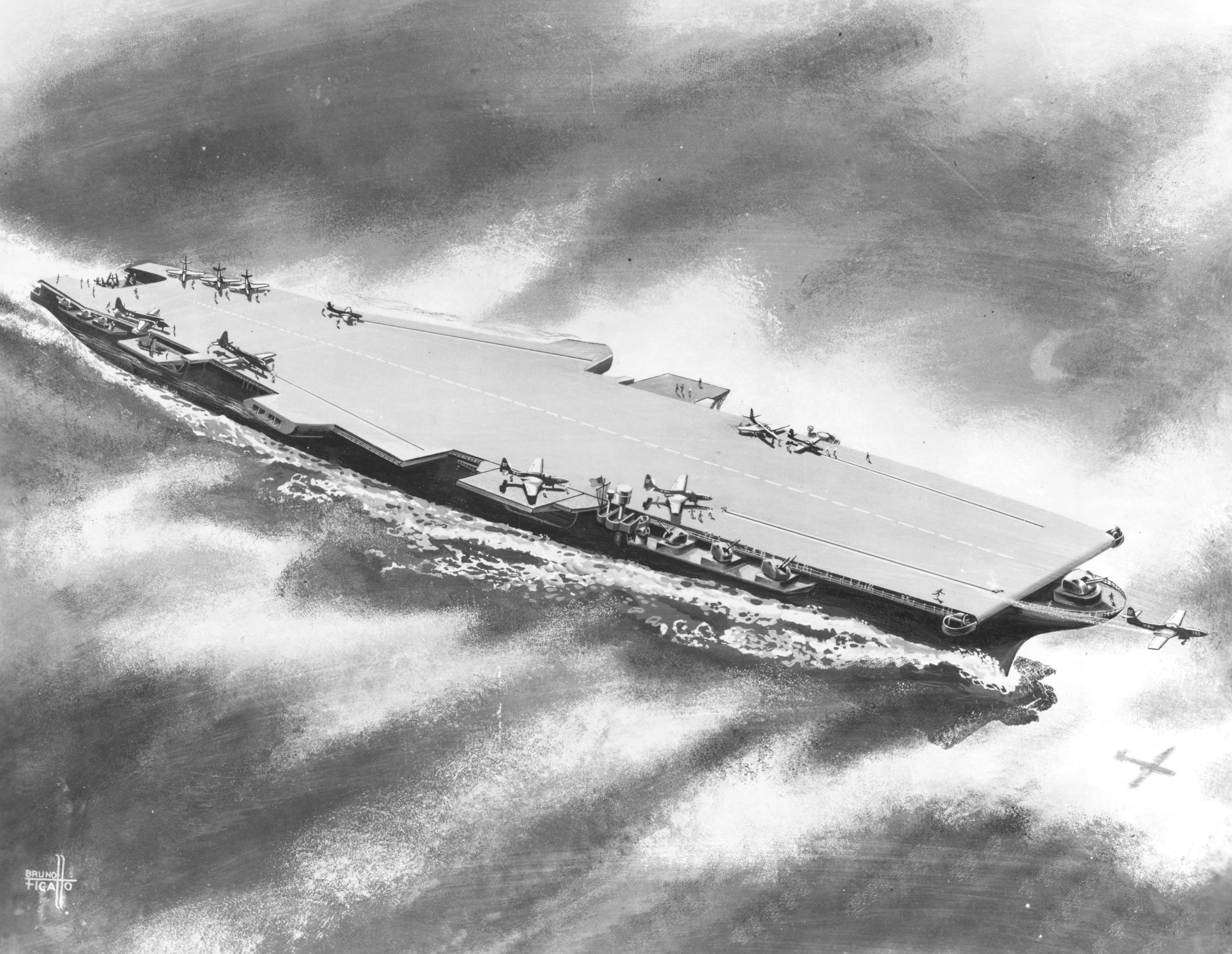
Ce qu'aurait dû être l’United States CVA-58.

Le congrès approuva en 1948 le projet d'un porte-avions de 60 000 tonnes. Le bâtiment ne devait pas posséder d'îlot, mais, tout comme les anciens porte-avions britannique Argus et japonais Hosho, une passerelle de commandement hydrauliquement escamotable. Ce monstre fut mis en chantier le 18 avril 1949 à Newport News. Dix jours plus tard l'US Air Force annonça l'acquisition de trente-neuf bombardiers géants B-36, à la suite de quoi l'US Navy stoppa la construction de l'United States.
- aucun navire mis en service
- Longueur : 322 mètres hors tout
- Déplacement : env. 68 000 tonnes à vide
- Vitesse max. : 33 nœuds
- Équipage : 4 958 hommes
- Capacité : 54 avions, principalement des bombardiers

La classe Forrestal

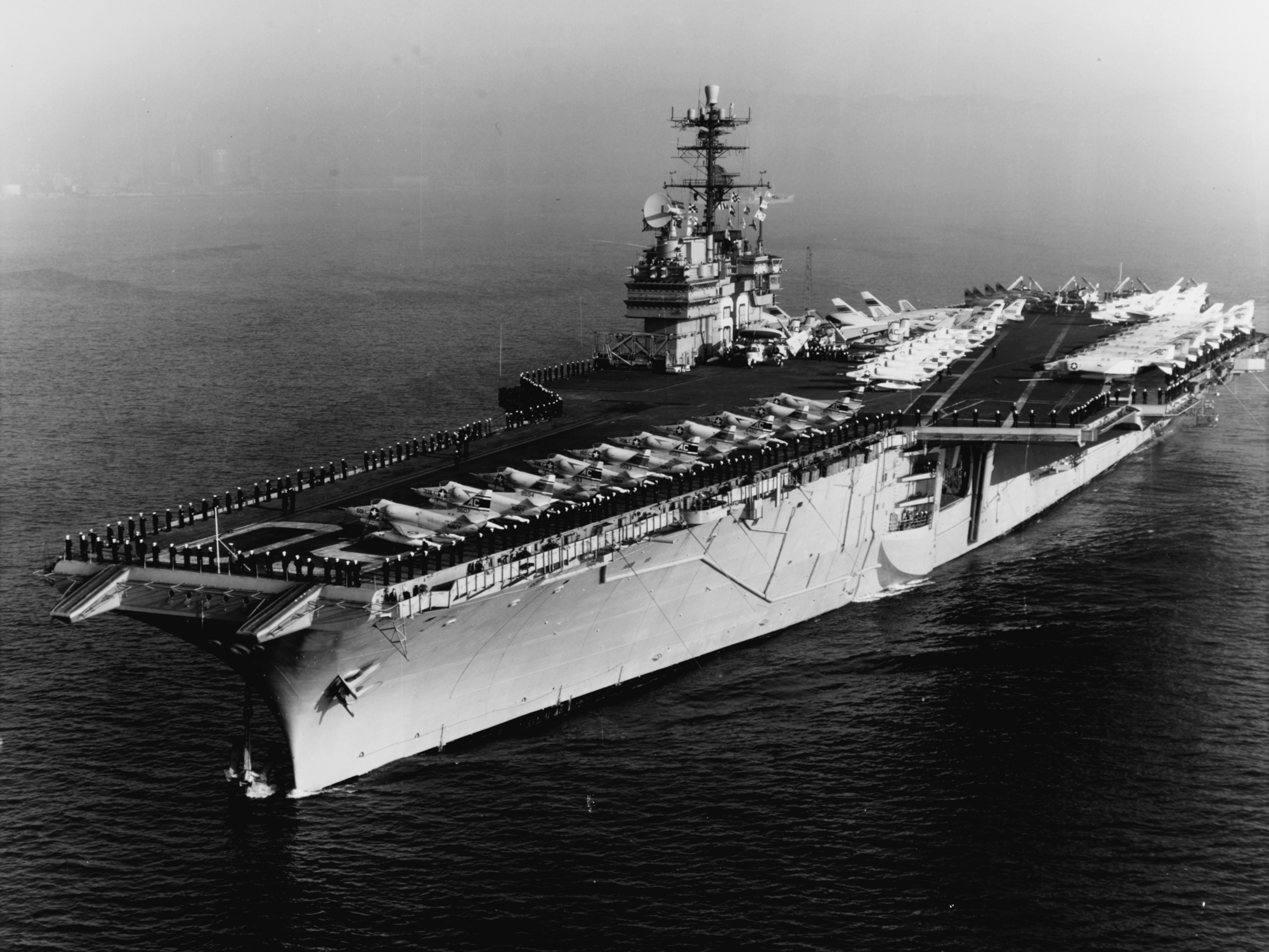
Le Saratoga CVA-60, classe Forrestal.

Enfin en juillet 1952 on mit en chantier deux super porte-avions. La classe Forrestal marquait la réalisation d'un net bond en avant dans le domaine de la technique des porte-avions. À la suite des essais sur l'Antietam, le pont oblique (d'un angle de 10°) fit son apparition, permettant aux avions à réaction d'apponter et de porter le nombre de catapultes de 2 à 4. Initialement prévu à pont ras, un îlot fut finalement ajouté. La construction de deux autres Forrestal fut lancée durant les deux années suivantes. Constructeurs : Newport News Shipbuilding (CVA-59 et 61) et Brooklyn Navy Yard (CVA-60 et 62).
À noter qu'en choisissant de construire des super porte-avions, l'US Navy renonce à pouvoir les faire transiter par le canal de Panama.
- 4 navires mis en service entre 1955 et 1959
- Longueur : 312 mètres hors tout
- Déplacement : 60 000 tonnes à vide
- Vitesse max. : 34 nœuds (63 km/h)
- Équipage : 5 178 hommes
- Capacité : 70-90 avions et hélicoptères

La classe Kitty Hawk

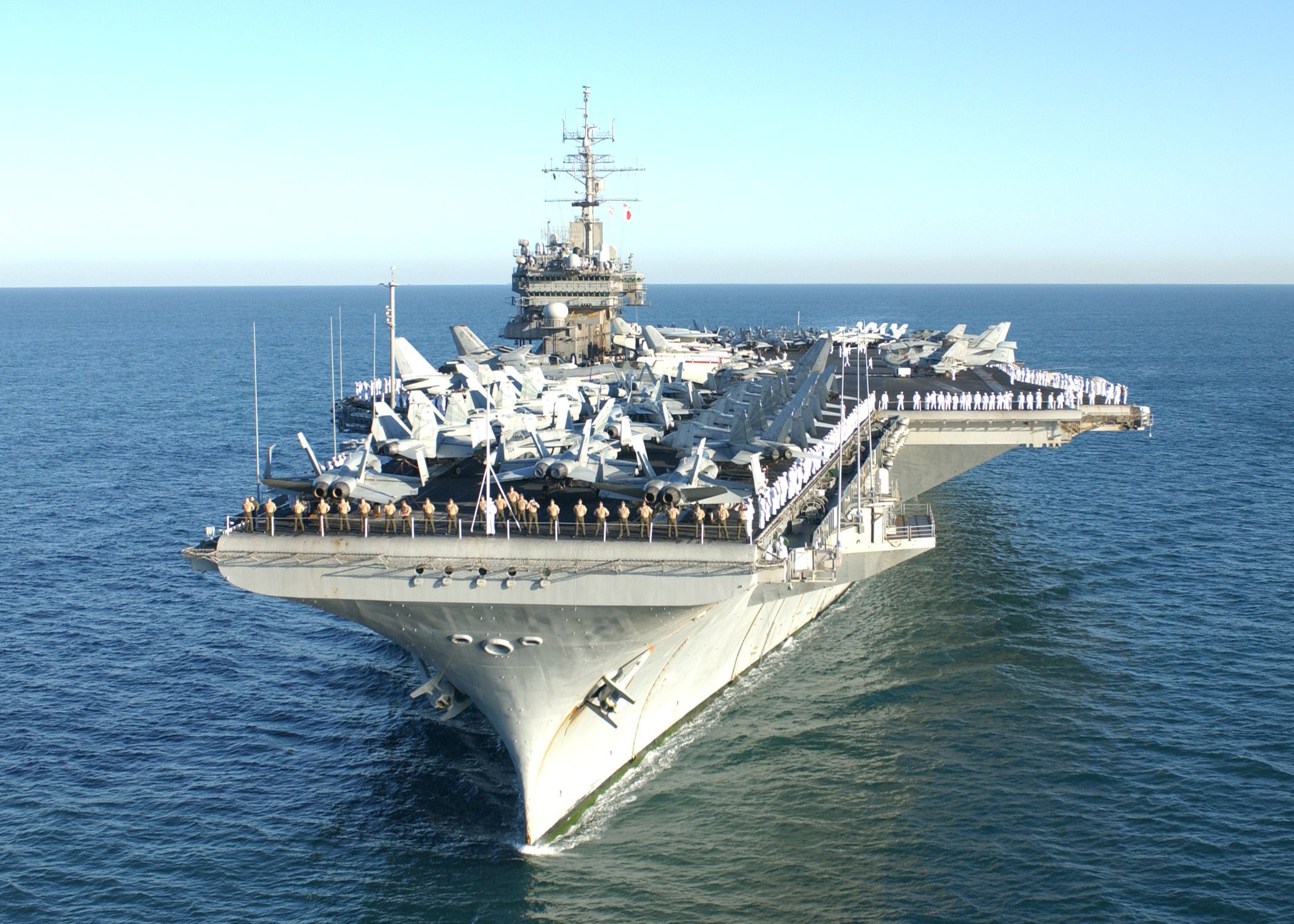
Le Constellation CVA-64, classe Kitty Hawk.

Les trois navires de la classe Kitty Hawk constituent une classe Forrestal améliorée. Chacun sera construit par un chantier différent : New York Shipbuilding Corp. (CV-63, New York Naval Shipyard (CVA-64) et Newport News Shipbuilding (CVA-66), et chacun possède donc des caractéristiques quelque peu différentes.
- 3 navires mis en service en 1961 (CVA-63 et 64) et 1965 (CVA-66)
- Longueur : 319-327 mètres hors tout
- Déplacement : 60 000-62 000 tonnes à vide
- Vitesse max. : 35 nœuds (65 km/h)
- Équipage : 5 380 hommes
- Capacité : 75-85 avions et hélicoptères

La classe Kennedy

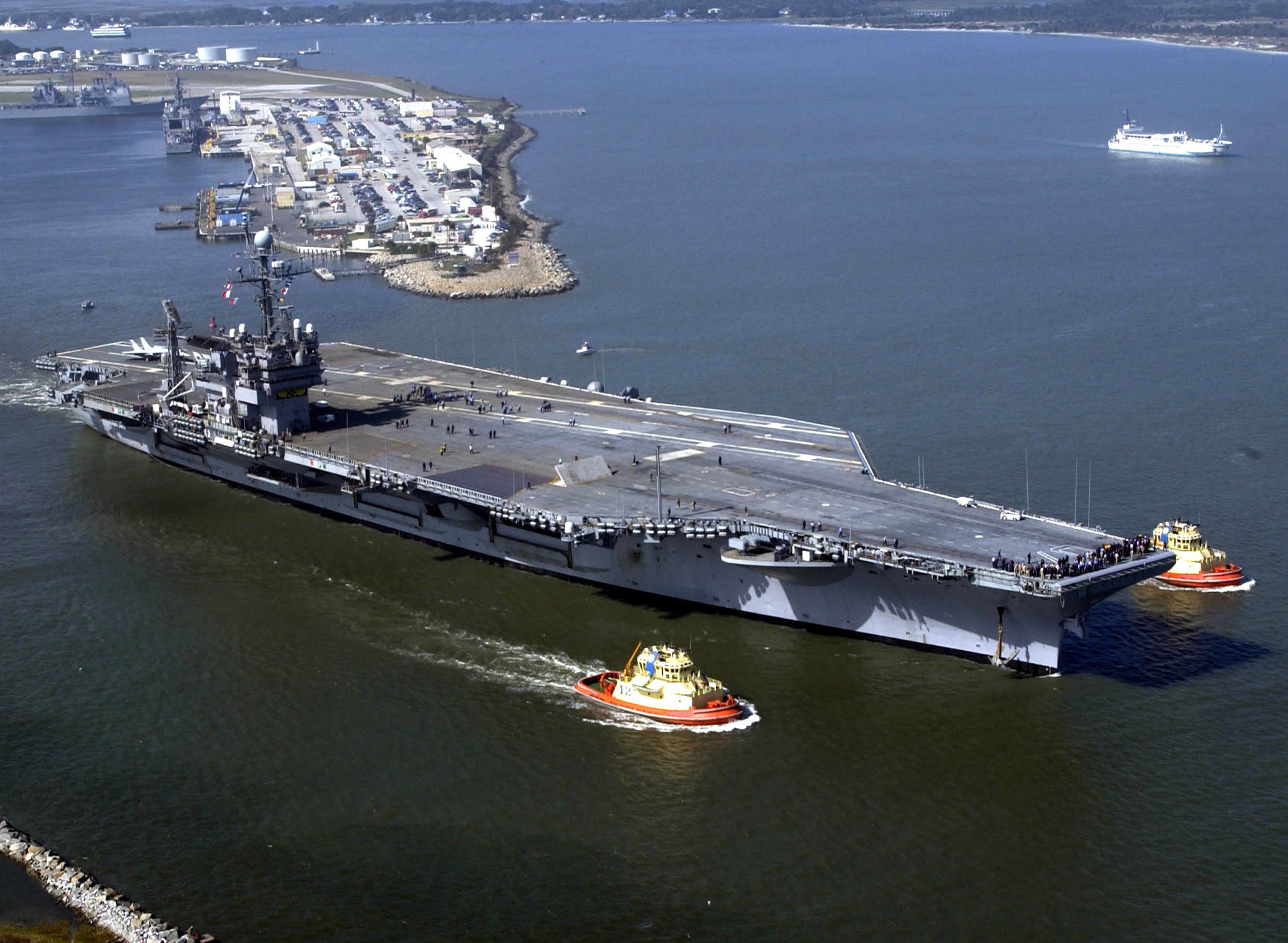
Le USS John F. Kennedy (CV-67), classe Kennedy.

À l'origine, le USS John F. Kennedy (CV-67) devait appartenir à la classe Kitty Hawk, mais le nombre d'améliorations fut tel qu'on décida de lui attribuer une nouvelle classe. On peut dire qu'il s'agit d'une version améliorée de la version améliorée de la classe Forrestal. Construit par la Newport News Shipbuilding, il est lancé le 27 mai 1967.
- 1 navire mis en service en 1968
- Longueur : 321 mètres hors tout
- Déplacement : 60 000-62 000 tonnes à vide
- Vitesse max. : 30+ nœuds (56+ km/h)
- Équipage : 5 597 hommes et femmes
- Capacité : 80 avions et hélicoptères

### Porte-avions à propulsion nucléaire (CVN)

#### La classeEntreprise

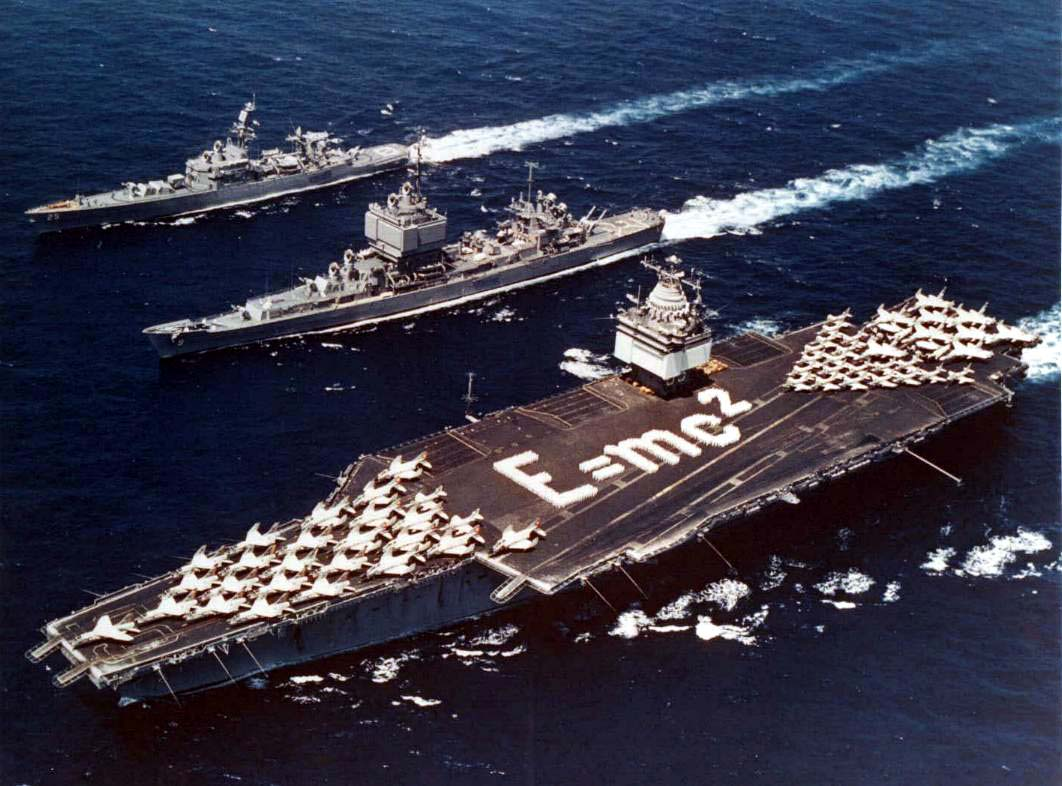
L' et deux de ses escorteurs, l'USS Bainbridge et l'USS Long Beach

En février 1958 fut mis en chantier à Newport News le premier porte-avions à propulsion nucléaire navale, classifié à l'origine CVA(N)-58. À sa mise en service, l'USS Enterprise (CVN-65) était le plus grand bâtiment de guerre qui eût jamais été construit. Mais il avait un défaut, et de taille : son coût : 451 millions d'US dollars ; et s'il a moins souvent besoin d'être ravitaillé en combustible, il doit tout de même passer régulièrement en carénage. Il est (sur)équipé de huit réacteurs nucléaires A2W et exige en outre un équipage beaucoup plus nombreux et plus spécialisé que pour un classe Essex. Le choc financier fut si grand qu'on décida de construire les deux porte-avions suivants (CVA-66 et 67) sur le modèle Kitty Hawk.
- Une unité, mise en service en 1961
- Longueur : 342 mètres hors tout
- Déplacement : 75 700 tonnes lège ("Washington") ; 85 350 tonnes à pleine charge
- Vitesse max. : 30+ nœuds (56+ km/h) (35 estimés)
- Équipage : 5 680 hommes et femmes
- Capacité : 85 avions et hélicoptères

#### La classeNimitz

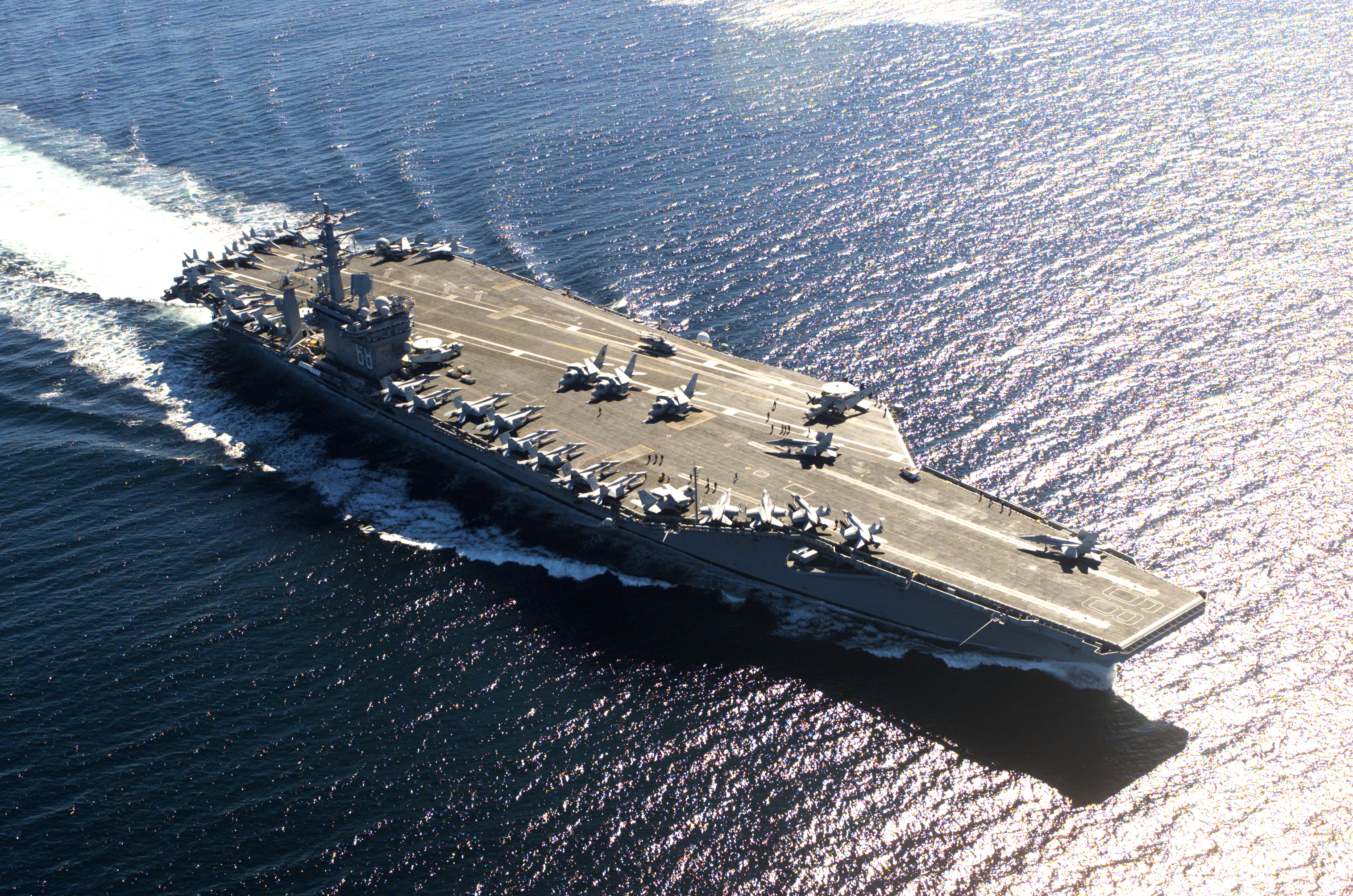
Le Nimitz CVN-68

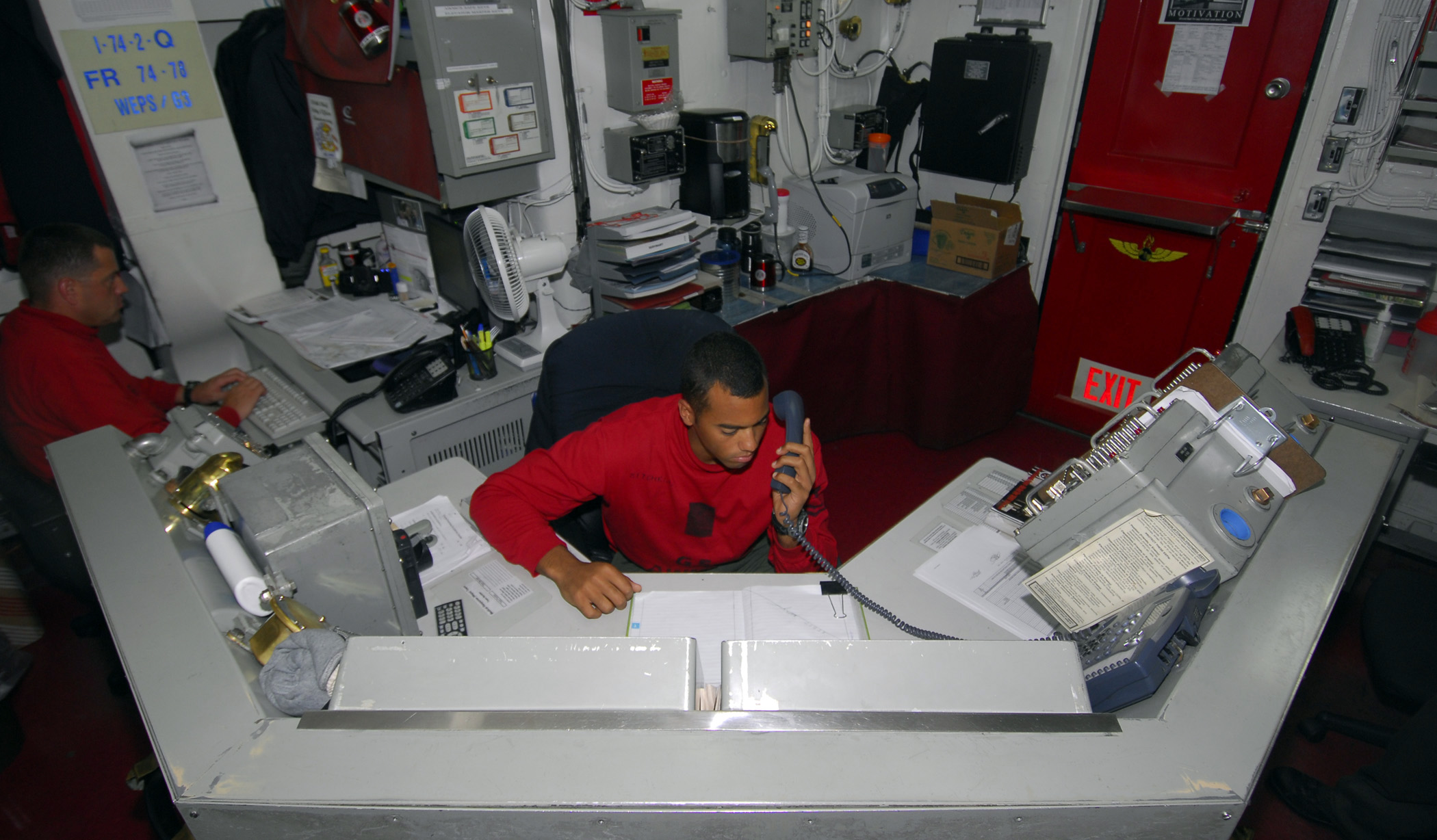
À l'intérieur du John C. Stennis CVN-74, station de contrôle aérienne.

La classe Nimitz est l'aboutissement de toutes les années de recherches d'études, d'expérience et de pratique depuis 1920 et le Langley. Mais ce fut difficile : il fallut sept longues années pour construire le Nimitz (soit trois ans de plus que pour son grand frère, l'Entreprise) et l'inflation a fait monter le coût du bâtiment à deux milliards de dollars. Tous construits sur le chantier naval Newport News Shipbuilding, ces bâtiments sonnèrent le glas des derniers Essex, un demi-siècle après leur conception. Par rapport à l’Entreprise, les Nimitz ne possèdent que deux réacteurs nucléaires de type Westinghouse A4W.
- 10 unités mises en service depuis 1975
- Longueur : 333 mètres hors tout
- Déplacement : 101 000 tonnes à pleine charge
- Vitesse max. : 30+ nœuds (56+ km/h)
- Équipage : 5 680 hommes et femmes
- Capacité : 85-90 avions et hélicoptères

#### La classe Gerald R. Ford

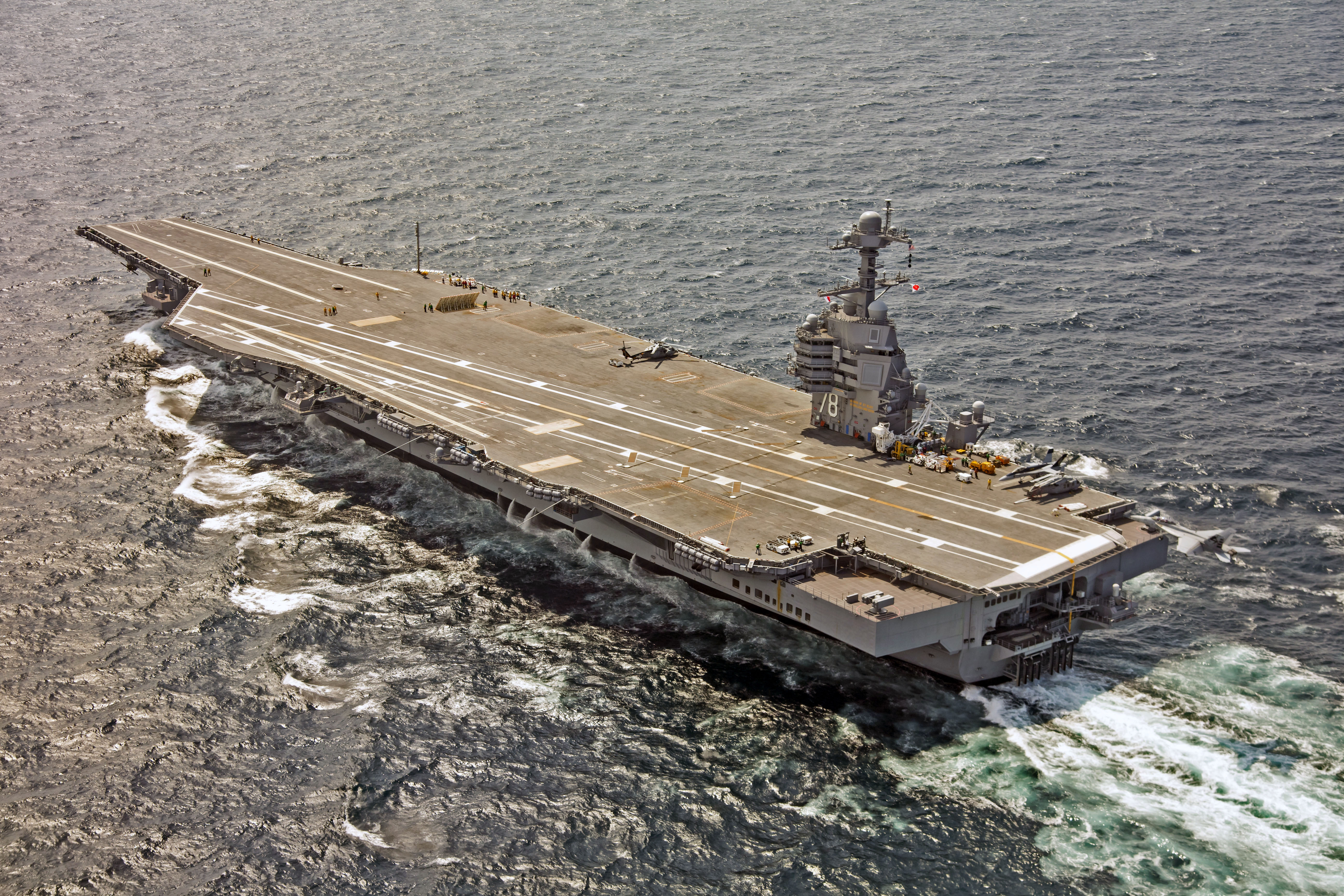
CVN-78 USS Gerald R. Ford en juillet 2017

À la suite des bâtiments de la classe Nimitz, le programme Gerald R. Ford (auparavant CVN-21, pour porte-avions du XXIe siècle, à ne pas confondre avec le porte-avions CV-21 Boxer de la classe Essex), de l’US Navy vise à définir les porte-avions modernes de l'US Navy, sur la base des technologies des années 2000-2010.
La conception des bâtiments de la Classe Gerald R. Ford incorpore beaucoup de nouvelles caractéristiques, comprenant entre autres un réacteur nucléaire de nouvelle génération (le réacteur A1B), des dispositifs furtifs afin de réduire le profil radar, des catapultes électromagnétiques, une capacité de 160 sorties quotidiennes pour l'aviation embarquée, etc. La marine américaine espère réduire le coût des futurs porte-avions en s'appuyant sur les progrès technologiques et par une automatisation poussée, soulageant ainsi les craintes émises par le Congrès des États-Unis.
Le Gerald R. Ford réemploie la conception de base de la coque de la classe Nimitz précédente, mais les similitudes s’arrêtent là.
La première coque de la classe CVN-21 a été le porte-avions CVN-78, dont le nom de baptême est Gerald R. Ford à la suite de l'amendement 4211 déposé par le président de la commission des forces armées du Sénat des États-Unis.
Le début de la construction du premier CVN-21 a commencé en novembre 2009 aux chantiers NGS de Newport News, son achèvement a eu lieu le juillet 2017 et son service devrait se poursuivre jusqu'en 2064.
Le coût final de ce navire-tête de classe est estimé les 13 milliards de dollars US. Cependant, sont inclus 5 milliards pour la recherche et le développement, les porte-avions suivants ne coûteront donc « que » 8 milliards.
Quatre autres navires sont déjà commandés. L'USS John F. Kennedy (CVN-79) mis à l'eau le 29 octobre 2019 et qui doit entrer en service en 2025, l'USS Enterprise (CVN-80) est programmé pour une mise à l'eau en novembre 2025 et une entrée en service en 2028, l'USS Doris Miller (CVN-81) est programmé pour une mise à l'eau en 2029 et une entrée en service en 2032 et le CVN-82 encore sans nom est programmé pour une mise à l'eau en 2032 et une entrée en service en 2036 selon les prévisions de 2017.

### Porte-avions d’entraînement (IX)
Les porte-avions des Grands Lacs

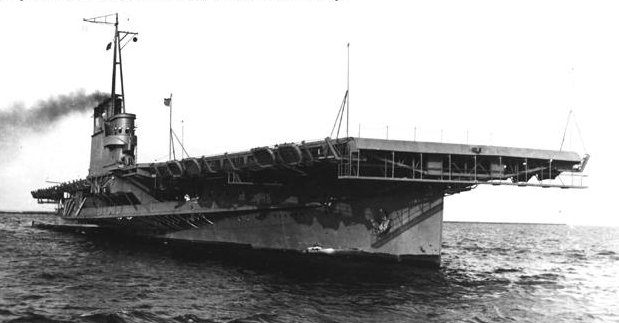
Le Wolverine IX-64

Ces deux navires étaient à l'origine les paquebots Seeandbee et Greater Buffalo. Ils furent transformés en 1942 et 1943 pour devenir des porte-avions destinés à l'entrainement des pilotes, sans distraire l'emploi opérationnel d'un porte-avions de combat (ou d'escorte), bien plus utile sur les théâtres d'opérations. Ne servant que pour l'appontage et le décollage des appareils, ils étaient dépourvus de hangar, ce qui leur donnait une silhouette très basse sur l'eau. Ces deux bâtiments naviguaient bien à l'abri du conflit sur le lac Michigan, ce qui en faisait les deux seuls porte-avions d'eau douce au monde.
- 2 navires mis en service en 1942 (Wolverine) et 1943 (Sable)
- Longueur : 152 resp. 163 mètres hors tout
- Déplacement : 7 200 resp. 6 584 tonnes à vide
- Vitesse max. : 16 et 18 nœuds, respectivement (29 km/h et 33 km/h)

## Les porte-avions actuels

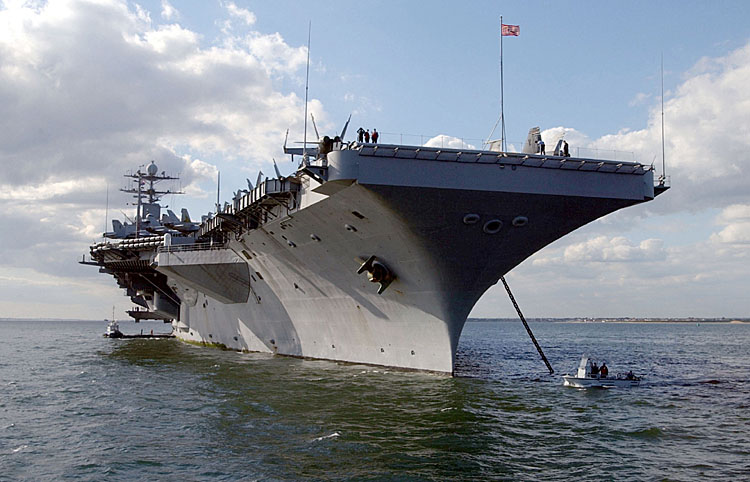
L'USS Harry S Truman CVN-75

A compter du 22 juillet 2017 et la mise en service de l'USS Gerald R. Ford, la flotte de porte-avions de l'US Navy compte 11 bâtiments : 10 de classe Nimitz et 1 de classe Ford, tous à propulsion nucléaire navale.

#### Porte-avions convertis en musées
En cliquant sur le nom du porte-avions, vous serez redirigé sur le lien du site internet de ces navires musées (en anglais).
- Yorktown CV-10 à Charleston, Caroline du Sud.
- Intrepid CV-11 à New York, État de New York.
- Hornet CV-12 à Alameda, Californie.
- Lexington CV-16 à Corpus Christi, Texas.
- Midway CV-41 à San Diego, Californie.